# Riu Nowitna
El riu Nowitna (en anglès Nowitna River) és un afluent d'uns 400 quilòmetres de llargada del riu Yukon que es troba a l'estat d'Alaska, als Estats Units. El riu discorre pel nord-est de les muntanyes Kuskokwim a través del Nowitna National Wildlife Refuge, fins a unir-se al Yukon uns 61 quilòmetres al nord-est de Ruby i al sud-oest de Tanana. Els principals afluents són el Titna, el Big Mud, el Little Mud, el Lost i el Sulatna.

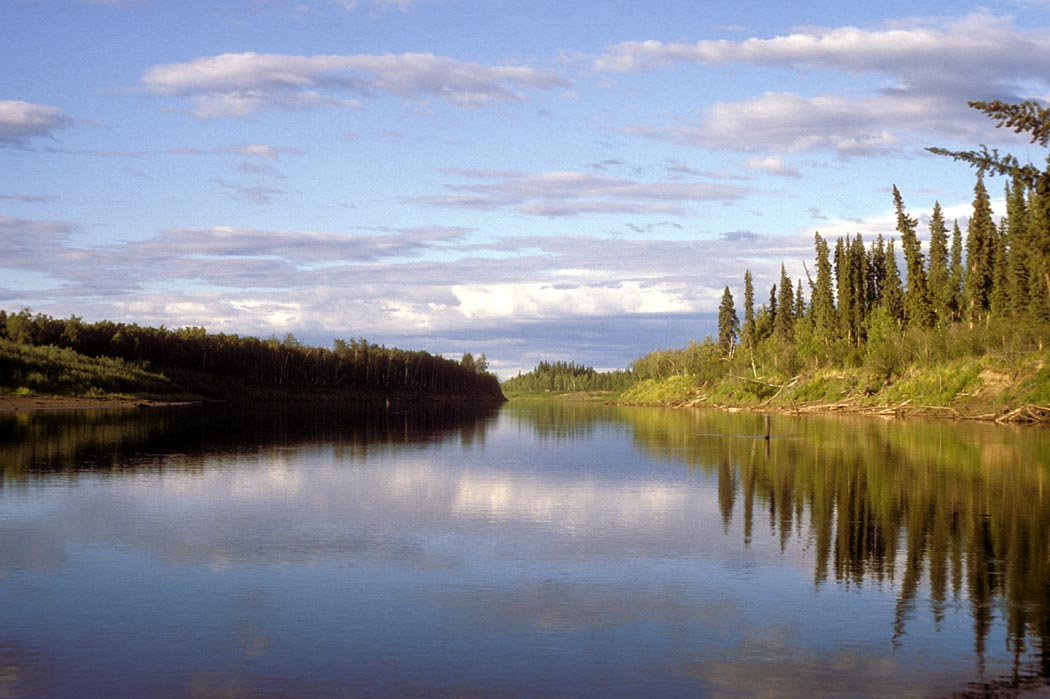
El riu Nowitna a l'estiu

El 1980 362 quilòmetres del seu recorregut foren designats com a "salvatge" i fou afegit dins del National Wild and Scenic Rivers System. Aquesta designació suposa que la major part del riu Nowitna es troba lliure de contaminació, no està interromput per embassaments o altres rescloses que n'impedeixen la lliure circulació de les aigües i fauna i que la seva accessibilitat en cotxe és molt limitada.

## Etimologia
El seu nom procedeix del mot indígena Novi. Una expedició de la Western Union el 1867 el cità com a Newicargut, en què la terminació "cargut", a vegades escrita "kakat", significa boca d'un riu.

## Navegació
És possible recórrer el riu Nowitna en diversos tipus d'embarcacions, com ara el caiac o el ràfting. Bona part del riu discorre amb un moviment lent i sinuós, però al Nowitna Canyon, entre Mastodon Creek i el riu Big Mud, al curs mitjà del Nowitna hi ha alguns ràpids.